# 約翰遜縣 (田納西州)
約翰遜縣（英語：Johnson County）是美國田納西州東北角的一個縣，北鄰維吉尼亞州，東、南鄰北卡羅萊納州。面積784平方公里。根據美國2000年人口普查，共有人口17,499人。縣治芒廷城 (Mountain City)。
成立於1836年。縣名紀念早期的殖民者、來自維吉尼亞州的Thomas Johnson。